# Farhat Horchani
Pour les articles homonymes, voir Horchani.
Farhat Horchani (arabe : فرحات الحرشاني), né le 20 janvier 1953 à Tunis, est un juriste, universitaire et homme politique tunisien.

## Biographie
Originaire du gouvernorat de Tozeur, il est docteur d'État en droit public de la faculté de droit et des sciences politiques de Tunis. Sa thèse de doctorat en droit privé soutenue à l'université de Bourgogne en 1980 est intitulée La compagnie inter-arabe pour la garantie de l'investissement. Il devient par la suite professeur agrégé à la faculté de droit et des sciences politiques de Tunis, rattachée à l'Université de Tunis - El Manar et dont il est le vice-doyen de 1993 à 1996 puis doyen de la faculté de droit et des sciences économiques et de gestion de Tunis entre 2014 et 2015.
Président de l'Association tunisienne de droit constitutionnel, il est juge à la Cour arabe des investissements. Il est par ailleurs membre de divers associations et conseils comme l'Association internationale de droit économique et la Société française pour le droit International. Il a aussi écrit de nombreux ouvrages et articles de recherche,.
Le 6 février 2015, il est nommé ministre de la Défense nationale dans le gouvernement Habib Essid. Le 20 octobre, il est nommé par ailleurs ministre de la Justice par intérim après le limogeage de Mohamed Salah Ben Aïssa. Il est confirmé au poste de ministre de la Défense nationale dans le gouvernement de Youssef Chahed.

## Vie privée
Il est marié et père de deux enfants.

## Publications

### Ouvrages
- L'investissement inter–arabe : contribution des conventions inter-arabes à la formation d'un droit international régional sur l'investissement, éd. Centre d'études, de recherches et de publications (CERP), Tunis, 1992
- Le règlement pacifique des différends internationaux (précis), éd. CERP, Tunis, 1992
- Droit international public : introduction générale : les sources (manuel), éd. Centre de publication universitaire, Tunis, 2000  (ISBN 9973-948-36-X)
- Règlement pacifique des différends internationaux [manuel sous la dir. de Farhat Horchani], éd. Bruylant et Centre de publication universitaire, Bruxelles/Tunis, 2002  (ISBN 2-8027-1634-4) et  (ISBN 9973-37-067-8)
- Répertoire des mémoires et thèses en droit international soutenus en Tunisie depuis la création de l'université tunisienne, 1960-2000 [sous la dir. de Farhat Horchani], éd. Centre de publication universitaire, Tunis, 2004
- (it) Mediterraneo, un dialogo fa le due sponde [sous la dir. de Farhat Horchani et Danilo Zolo (it)], éd. Jouvence, Rome, 2005
- L'étranger dans tous ses états [sous la dir. de Sami Bostanji], éd. Faculté de droit et des sciences politiques de Tunis et Fondation Hanns Seidel, Tunis, 2006
- Où va le droit de l'investissement ? : désordre normatif et recherche d'équilibre [sous la dir. de Farhat Horchani], éd. Auguste Pedone, Paris, 2006  (ISBN 2-233-00494-9)
- Les sources du droit international public, éd. Centre de publication universitaire, Tunis, 2008  (ISBN 9789973374165)
- Méthodologie de la préparation des examens et des concours en droit public, éd. Centre de publication universitaire, Tunis, 2009

### Articles
- « La formation de la norme en droit international régional de l'investissement : l'exemple inter–arabe », La formation des normes en droit international du développement, éd. CNRS Éditions, Paris, 1984  (ISBN 978-2-222-03486-5)
- « Une projection universelle d'une convention régionale arabe sur la garantie des investissements contre les risques non commerciaux : la convention MIGA du 1er octobre 1985 », Le système régional arabe, éd. CNRS Éditions, Paris, 1989  (ISBN 978-2-222-04240-2)
- « Quelques réflexions sur la politique législative relative à l'investissement étranger en Tunisie », Revue tunisienne de droit, no 1, 1991
- « Le règlement des différends dans la législation tunisienne relative à l'investissement », Revue tunisienne de droit, no 1-2, 1992, p. 137-201
- « La convention maghrébine d'encouragement et de garantie de l'investissement », Mélanges Hareth M'Zioudet, éd. Faculté de droit et des sciences politiques de Tunis, Tunis, 1994
- « Le nouvel ordre économique international : mort ou métamorphose », contribution au colloque « Les nouveaux aspects du droit international », éd. Auguste Pedone, Paris, 1994
- « L'article 39 de la charte des Nations unies et le système de la sécurité collective », Revue tunisienne de droit, 1996, p. 91-110
- « Le Code tunisien d'incitations aux investissements », Journal du droit international (Clunet), no 1, 1998, p. 67
- « Commentaire de la sentence arbitrale ad-hoc : Banque arabe et internationale d'investissement contre Compagnie interarabe de garantie de l'investissement », Revue de l'arbitrage, no 1, 1998, p. 211
- « Le droit international des investissements à l'heure de la mondialisation », Journal du droit international (Clunet) no 2, 2004, p. 367-417
- « La constitution tunisienne et les traités après la révision du 1er juin 2002 », Annuaire français de droit international, éd. CNRS Éditions, 2004, p. 138-171 [texte intégral]
- « Commentaire des articles 16 des Conventions de Vienne sur le droit des traités de 1969 et 1986 », commentaire article par article des conventions de Vienne de 1969 et 1986, [sous la dir.] des professeurs Olivier Corten et Pierre Klein de l'Université libre de Bruxelles, éd. Bruylant, Bruxelles, 2006
- « L'arbitrage forcé », Mélanges Mohamed El Arbi Hachem, éd. Centre de publication universitaire, Tunis, 2006
- « Le bilatéralisme est-il soluble dans la clause de la nation la plus favorisée »,  Droits et culture : mélanges en l'honneur du doyen Yadh Ben Achour, éd. Centre de publication universitaire, Tunis, 2008, p. 1375-1384  (ISBN 9789973374424)
- « Le développement au cœur de la notion d'investissement », Le droit international économique à l'aube du XXIe siècle : en hommage aux professeurs Dominique Carreau et Patrick Juillard, coll. Collection des cahiers internationaux, éd. Auguste Pedone, Paris, 2009  (ISBN 978-2-233-00563-2)
- « Investissements et droits de l'homme », Droits économiques et droits de l'homme, éd. Larcier, Bruxelles, 2009  (ISBN 9782804435196)